# Constitución de los atenienses (pseudo-Jenofonte)
La Constitución de los atenienses (en griego antiguo: Ἀθηναίων πολιτεία, romanizado: Athenaion Politeia), también conocida como Sobre el Estado ateniense, es un breve tratado sobre el gobierno y la sociedad de la Atenas clásica. Su fecha y autoría han sido objeto de numerosas controversias.  El tratado trata de la organización del gobierno ateniense, centrándose especialmente en la relación entre la democracia ateniense y su condición de potencia naval.

## Autoría

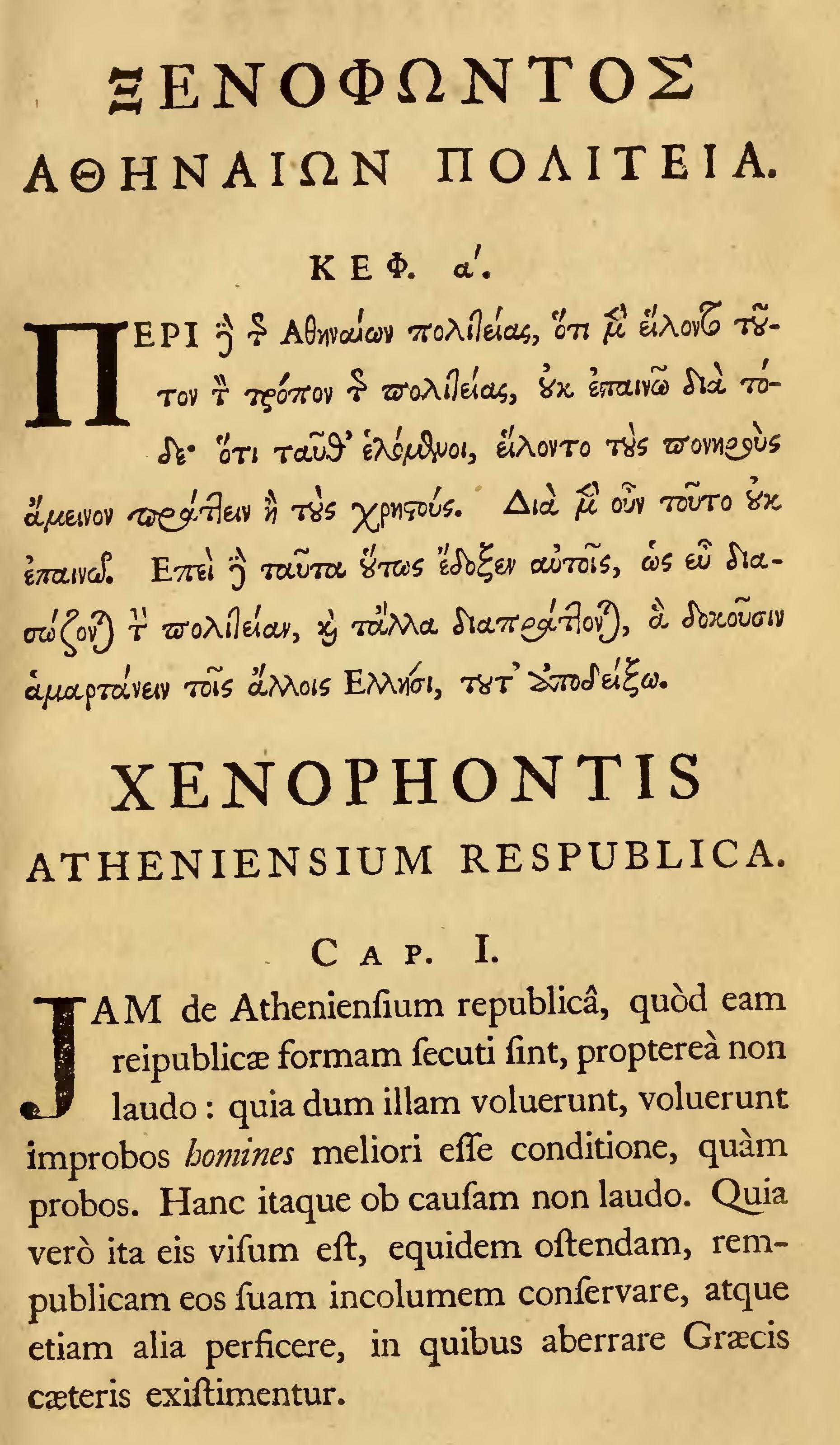
Primera página de la obra.

Aunque el tratado se atribuyó en su día a Jenofonte, entre cuyas obras se conservaba, actualmente se considera que no fue obra suya.  El autor de la obra se conoce a veces como el Viejo Oligarca,  un nombre utilizado por primera vez por Gilbert Murray.  Los eruditos discrepan sobre las opiniones políticas del autor.  Aunque la mayoría ve la obra como sincera y al autor como genuinamente oligárquico, algunos han visto la obra como un ejercicio intelectual de un autor que no cree sinceramente en los argumentos que expone, ya que rechaza los principios democráticos subyacentes en la constitución ateniense.
Muchos estudiosos han intentado identificar al Pseudo-Jenofonte con una figura histórica conocida, aunque estos intentos «no han dado buenos resultados».  Un posible autor que se ha propuesto con frecuencia es Critias, que se convertiría en uno de los Treinta Tiranos en 404 a. C. Sin embargo, hay pocas pruebas que apoyen esta postura, y la filosofía de Critias no parece coincidir con la del Viejo Oligarca: por ejemplo, el concepto de justicia propuesto en Constitución 1.2 difiere de las ideas de Critias al respecto.
Debido al uso de la primera persona del plural en dos pasajes del texto, se ha supuesto que el autor era un ateniense en el extranjero en el momento de la composición o un extranjero residente en Atenas, sin embargo faltan pruebas que apoyen estas suposiciones.
Los autores antiguos, como Diógenes Laercio la incluyen entre las obras atribuidas a Jenofonte, pero señala que el gramático Demetrio de Magnesia ya consideraba que la obra era espuria. Tucídides, Critias, Alcibíades; Julio Pólux y Juan Estobeo consideraron en cambio la obra auténtica, al igual que la tradición manuscrita posterior. Las principales razones para negar la atribución a Jenofonte son el estilo repetitivo de la prosa, una falta general de claridad en la sucesión de argumentos y, en algunos casos, una mezcla de dialecto ático y dialecto jónico.

## Fecha
Las fechas sugeridas para la Constitución de los atenienses van desde el 443 hasta el 406.  La mayoría de los estudiosos favorecen una fecha en algún momento durante la guerra arquidámica.  Un terminus ante quem citado con frecuencia para el trabajo es la expedición de Brásidas en 424 a. C.; Roscher sugirió que esto había refutado la afirmación de §2.5 de que las potencias terrestres no podían enviar fuerzas expedicionarias lejos de casa.  Sin embargo, Harold Mattingly argumenta que el trabajo podría de hecho ser posterior a esto, ya que la expedición de Brásidas fue una excepción drástica a la regla de que las potencias terrestres no hacían expediciones lejanas. De hecho, sostiene Mattingly, hay pruebas de que la obra se compuso más tarde de lo que suele pensarse: sostiene que el festival de las Hefestias, mencionado en §3.4, se instituyó en 421/0 a. C., lo que sitúa la Constitución después de la expedición de Brásidas.

## Contenido
Tras una introducción en la que el autor expone su tesis de que, aunque no le guste el sistema de gobierno ateniense, reconoce que está bien diseñado para sus propios fines, el Viejo Oligarca comienza a discutir aspectos específicos del sistema ateniense y cómo funcionan para promover los intereses democráticos atenienses.
La obra solo está estructurada aparentemente en forma de monólogo. Según algunos, como Luciano Canfora, tiene en realidad una forma dialogada, en la que las consideraciones, juicios y objeciones correrían a cargo de un segundo interlocutor, suprimido (quizá erróneamente) de la tradición manuscrita.
La Constitución de los atenienses se centra en la interdependencia entre la supremacía naval de Atenas y su democracia. El autor analiza tres rasgos que consideraba característicos del sistema democrático ateniense. Estos eran que el sistema beneficiaba al pueblo llano, que permitía que los vicios sociales fueran comunes, y que no estaba interesado en la búsqueda de la eunomia («buen orden»).